# Domingo González Lucas
Domingo González Lucas, más conocido como «Dominguín» (Madrid, 10 de junio de 1920-Guayaquil el 13 de octubre de 1975), fue un torero español.

## Biografía
Domingo González Lucas nació en Madrid el 10 de junio de 1920, hijo del torero Domingo González Mateos y hermano mayor de los también toreros Pepe Dominguín y Luis Miguel Dominguín
Domingo fue bautizado en la madrileña Iglesia de San Sebastián (Madrid) y desde muy niño respiró en su entorno familiar el ambiente torero que vio en su padre.

### Carrera taurina
De joven llegó a abandonar los estudios para emprender la carrera de matador de toros. Su debut como taleguilla fue en 1939, en la localidad jienense de Linares, y un año más tarde, el 1 de septiembre de 1940 compareció en la plaza Monumental de Las Ventas para presentarse en calidad de novillero, junto a su hermano Pepe Dominguín y Mariano Rodríguez.
Su período de formación y aprendizaje del oficio taurino recibió un impulso decisivo durante la campaña de 1941, en la que se desplazó a Hispanoamérica en compañía de su padre y de sus otros dos hermanos toreros, para tomar parte en numerosos festejos convocados en las principales plazas de Perú, Venezuela y Colombia. Tras su regreso a las arenas peninsulares, concretamente en la Plaza de toros de las Arenas de Barcelona, tomó la alternativa el 7 de junio de 1942, con la ceremonia oficiada por el diestro Joaquín Rodríguez Ortega como padrino y Morenito de Talavera como testigo, con el toro <<Discípulo>> de la ganadería de Domingo Ortega. Su confirmación como matador de toros se produjo en la plaza madrileña de Las Ventas, el 25 de junio de 1942, ante los diestros Nicanor Villalta y Morenito de Talavera como padrino y testigo respectivamente.
Torero dotado de una extraordinaria inteligencia natural, suplió durante algunos años su escasez de clase con un extraordinario conocimiento de las condiciones de cada astado. Además, pronto se confirmó como un maestro en la ejecución de la suerte suprema, destreza que, por desgracia para él, no era lo que más valoraba el público de su tiempo. Al igual que le ocurriera a su padre, enseguida empezó a acusar los numerosos altibajos que jalonaban su corta trayectoria taurina, por lo que, después de haber tomado parte en muy pocos festejos, el día 16 de septiembre de 1948, en la plaza de toros de Mora de Toledo, se cortó la coleta tras haber despachado un encierro de Flores Albarrán, en compañía de sus hermanos Pepe y Luis Miguel Dominguín.

### Empresario taurino
Siguiendo los mismos pasos que trazara su progenitor, aprovechó su inteligencia y su don de gentes para seguir vinculado al planeta de los toros desde su nueva condición de empresario taurino. Se volcó entonces en el apoyo de la carrera de su hermano menor, el joven Luis Miguel Dominguín, quien desde sus comienzos en el Arte de Cúchares había demostrado que estaba llamado a convertirse en una de las figuras cimeras del toreo de todos los tiempos. Además, extendió sus actividades empresariales a tierras de Ultramar, donde se hizo cargo de la gerencia de la plaza de toros de Quito, después de que la hubiera adquirido en propiedad el susodicho Luis Miguel. Al mismo tiempo, organizó numerosos festejos taurinos en otras muchas ciudades de la nación ecuatoriana, merced a una plaza portátil que compró para dicho fin.

### Militancia política
Al comienzo de la Guerra civil española se afilia a la Falange y al terminar la contienda el responsable falangista y futuro ministro de Francisco Franco, José Antonio Girón, le propone hacer carrera política a su lado. Dominguín lo rechaza y posteriormente se afilia al Partido Comunista de España, tras haber estrechado relación con el escritor e intelectual comunista Jorge Semprún y con varios exiliados republicanos en México.
Durante una época financió con sus propios medios el periódico Mundo Obrero, publicación del Partido Comunista de España que entonces se publicaba en el exilio y de forma clandestina en las cárceles y agrupaciones guerrilleras.
Tras el XX Congreso del PCUS, en febrero de 1956, que condena la política de Stalin, abandona el partido.
También tuvo una cierta relación con el mundo cinematográfico llegando a ser director gerente de la empresa Unión Industrial Cinematográfica SA (UNINCI), considerada un instrumento de la política cultural del Partido Comunista, cuyo presidente fue Juan Antonio Bardem. En esta etapa cabe destacar el contrato que firmó con el productor mexicano Gustavo Alatriste para llevar la producción en España de la película Viridiana, del director de cine aragonés Luis Buñuel.

### Ruina económica y suicidio
Dominguín, de carácter generoso y desprendido e interesado en ayudar a jóvenes promesas del toreo, consta que se arruinó en diversas ocasiones en varios de sus proyectos, lo que le llevó a poner fin a su vida suicidándose con arma de fuego el día 13 de octubre de 1975 en un hotel de la localidad ecuatoriana de Guayaquil. Sus restos descansan en Cayambe, en las cercanías de una finca que había adquirido para fundar una ganadería de reses bravas.